# ASint Technology
ASint Technology Corporation es un proveedor taiwanés de memorias de acceso aleatorio, fundado en diciembre de 2007 como una empresa subsidiaria de Silicon Integrated Systems. En 2010, ASUS adquirió una participación del 60% en la empresa. Tiene su sede en Hsinchu, Taiwán
Además de DIMMs y SO-DIMMs proporciona dispositivos de memoria Flash como pendrives USB y discos SSD. Además, ASint también invierte en tecnología verde para desarrollar tecnologías de iluminación LED HB. Con las tecnologías ASint LED, brindan servicio OEM y ODM de lámparas LED a sus clientes.
La última entrada en su web y Facebook es de 2015, por lo que es posible que haya sido liquidada.